# Laura Beatrice Oliva
Laura Beatrice Oliva in Mancini (Napoli, 17 gennaio 1821 – Fiesole, 17 luglio 1869) è stata una scrittrice, educatrice e poetessa italiana nota anche come la Corinna Italica.

## Biografia
Laura nacque a Napoli, da Domenico Simeone Oliva originario di Tursi, e da Rosa Giuliani. Suo padre, abile pittore, poeta di corte e precettore dei figli del re Gioacchino Murat, le diede i nomi delle due donne amate da Petrarca e da Dante.
Con il ritorno di Ferdinando I, suo padre fu costretto, con la sua famiglia, all'esilio in Francia. Laura trascorse la sua infanzia a Parigi, venne educata dal padre, il quale iniziò ad infonderle il suo amore per la patria e per le lettere.
Dopo la morte di Ferdinando I tornò a Napoli, dove, già all'età di quindici anni, conquistò la fama di poetessa, entrando nell'Accademia Filarmonica. Nel 1837, Rosa Taddei le dedicò una poesia ricca di ammirazione, pubblicata dal giornale Le ore Solitarie, diretto dal marchese Pasquale Stanislao Mancini dei marchesi di Fusignano. Proprio grazie all'intervento di Rosa Taddei che Laura e Pasquale si incontrarono e si innamorarono. I due innamorati si sposano nel 1840, nonostante l'ostilità dei genitori del Mancini.
Dalla loro unione nacquero undici figli, tra le quali Grazia Pierantoni Mancini e Flora Piccoli Mancini, che seguirono entrambe le orme materne.
La poetessa, nonostante gli impegni familiari, continuò a scrivere e pubblicare versi sull'indipendenza nazionale e sulla libertà, esaltando i martiri della patria e appellandosi alle donne italiane perché lottassero per la causa nazionale. I suoi versi, letti in tutta l'Italia, richiamarono su di lei l'attenzione del governo borbonico.
In una sua canzone indica i doveri della donna:
Nel 1844 cantò l'eroismo dei fratelli Bandiera, nel 1846, a Firenze, molti letterati la salutarono come la poetessa del Risorgimento Nazionale. Nel 1848, ricordò la scomparsa di una sua collega dell'Accademia Pontaniana, Giuseppina Guacci Nobile, con una lirica ricca di sentimenti patriottici, che lesse indossando un abito nero ornato di nastri tricolori, dinanzi ad un'affollata assemblea a cui aveva preso parte anche un ministro borbonico. Nello stesso anno, partecipò alla rivoluzione napoletana, dopo la quale, per sfuggire alle persecuzioni della polizia, fu costretta a trasferirsi, con il marito, a Torino, dove ebbe subito un ruolo importante nella fondazione di una scuola per allieve maestre.
Successivamente, dedicò dei versi anche ad Adelaide Ristori e compose un inno per Agesilao Milano.
Nel 1859, vedeva con grande entusiasmo la politica di Cavour, e mentre continuava ad inviare versi di incitamento a Vittorio Emanuele II e a Garibaldi, volle che uno dei suoi figli fosse il primo ad arruolarsi.
Tornò a Napoli solo nel 1860, dopo la fuga dei Borbone, dove compose una cantata per Vittorio Emanuele, eseguita al teatro San Carlo, alla presenza dello stesso sovrano. Nel 1861 ritornò a Torino, dove pubblicò Patria e amore.
In questa fase non si limitò a rivestire il ruolo di poetessa nazionale, ma espresse i propri sentimenti, non sempre in linea con la politica dei Savoia. Nel 1863, in occasione dell'insurrezione polacca, scrisse un inno che denunciava l'occupazione di Roma da parte della Francia. La stampa applaudì il suo coraggio e molte accademie vollero iscriverla nel loro albo.
Col trasferimento della capitale a Firenze, si spostò con la famiglia in Toscana, dove ricevette, nella sua abitazione, la visita di personaggi illustri, come Giuseppe Garibaldi e Terenzio Mamiani.
Il suo ultimo conto politico era dedicato ad Adelaide Cairoli, che nella disfatta garibaldina di Mentana, perse due dei suoi figli. Nel 1869 si ammalò gravemente e morì in una villa di Fiesole, circondata dal marito, dai sei figli sopravvissuti e dagli amici.
Così la ricordava Medoro Savini:
Il municipio di Napoli pose una lapide sulla casa dove nacque e cambiò il nome della via, da via della Concordia a via Laura Beatrice Oliva. L'iscrizione della lapide la definisce Poetessa delle sventure e della libertà d'Italia. Nel 1888, alla morte di Pasquale Stanislao Mancini, le spoglie di Laura vennero tumulate assieme a quelle del marito nel Famedio, tempio dei cittadini insigni di Napoli.

## Pubblicazioni
- Ines di Castro, Tragedia, Firenze, 1845
- Colombo al convento della Rabida, Genova, 1846
- Poesie varie, Genova, 1848
- Patria e amore, Canti, Tip. Eredi Botta, Torino, 1861
- L'Italia sulla tomba di Vincenzo Gioberti, Torino, 1853